# Phishing Initiative
Le service Phishing Initiative est une plateforme de signalement et de prévention contre l'hameçonnage éditée en France par Orange Cyberdefense. Chaque internaute peut demander l'analyse d'une URL suspecte, et vérifier si une URL fait déjà partie de la base.
Dès lors que qu'un signalement est effectué, le site fait l'objet d'une validation, et, si confirmé frauduleux, d'une diffusion pour blocage dans les navigateurs web.

## Blocage des sites
Phishing Initiative est interfacé avec les navigateurs Internet Explorer et Edge, Firefox, Chrome et Safari. Chaque site frauduleux confirmé est ainsi bloqué (en quelques heures) par un message d'avertissement affiché par depuis ces navigateurs web.
Les sites suspects sont validés par des équipes du CERT Orange Cyberdefense 24h/24, présentes en France, à Singapour et au Canada.

## Association
Ce service pour les internautes a été lancé par Microsoft, Paypal et le CERT-LEXSI début 2011. Il est constitué en association à but non lucratif (loi 1901). L'association a pour ambition de s'étendre à d'autres langues dans les prochaines années. Le Luxembourg (S1 2015) et la Hollande (S2 2015) sont les premiers pays dans lesquels l'initiative a été reproduite.
En octobre 2011, Phishing Initiative annonce avoir bloqué 10 000 sites d'hameçonnage francophones.
En 2013, Phishing Initiative établit un partenariat avec l'association française Signal Spam.
En 2015, plus de 150 000 adresses ont été diffusées aux partenaires.